# Diana Glauber
Diana Glauber (Amsterdam, 11 januari 1650 – Hamburg, na 1721) was een Nederlandse schilderes van portretten en historiestukken uit de Gouden Eeuw.

## Biografie
Glauber was een dochter van de Duitse apotheker en scheikundige Johann Rudolph Glauber en Helena Cornelisdochter. Het paar trouwde in Amsterdam en kreeg acht kinderen, onder wie de schilders Johann Gottlieb Glauber en Johannes Glauber. In meerdere bronnen wordt genoemd dat ze in 1650 in Utrecht geboren zou zijn. In 1650 liet Johann Rudolph Glauber echter een dochter dopen in Amsterdam, genaamd Geertrui. Deze Geertrui zou Diana kunnen zijn, waarbij Diana dan een roepnaam of pseudoniem is.
Ze zou met haar broers naar Italië en Frankrijk zijn gereisd.
Op latere leeftijd kon Glauber slecht zien waardoor ze moest stoppen met schilderen. Haar overlijdensdatum is niet bekend. Toen Houbraken zijn werk schreef in 1721 was zij nog in leven en woonde ze in Hamburg.

## Werk
Volgens het Rijksbureau voor Kunsthistorische Documentatie zijn er geen werken van haar bewaard gebleven. Wel zijn enkele namen en beschrijvingen bewaard. In de inventaris uit de 18e eeuw van kasteel Salzdahlum, dicht bij Braunschweig, worden zes werken genoemd van "Diane Glauberin". Vijf van deze werken vormden samen een serie over de vijf zintuigen.